# Neuvy-Saint-Sépulchre
Neuvy-Saint-Sépulchre là một xã ở tỉnh Indre khu vực trung bộ Pháp. Xã này có diện tích 35,11 km², dân số thời điểm năm 1999 là 1654 người. Khu vực này có độ cao trung bình 191 mét trên mực nước biển. 
Thị trấn này lấy tên theo tên thánh đường ở Jerusalem. Xã này có sông Bouzanne.